# Senni Salminen
Senni Marjaana Salminen (29 gennaio 1996) è una triplista finlandese.

## Biografia
La sua prima esperienza internazionale risale al 2015, quando partecipa ai campionati europei juniores di Eskilstuna classificandosi quinta nel salto triplo. Due anni dopo, ai campionati europei under 23 di Bydgoszcz 2017 ottiene l'undicesima posizione in classifica, mentre ai campionati europei indoor di Toruń 2021, sua prima esperienza nella nazionale assoluta, si classifica settima. Lo stesso anno prende parte ai Giochi olimpici di Tokyo, dove non supera la fase delle qualificazioni del salto triplo.
Nel 2022, dopo l'uscita in qualificazione del salto triplo ai campionati mondiali di Eugene, si classifica settima nella medesima disciplina ai campionati europei di Monaco di Baviera. Nel 2023 torna in pedana ai campionati mondiali di Budapest chiudendo la gara nei gruppi di qualificazione, così come ai campionati europei di Roma 2024 e ai Giochi olimpici di Parigi.
Nel 2025 prende parte ai campionati europei indoor di Apeldoorn, conquistando la medaglia di bronzo nel salto triplo.

## Progressione

### Salto in lungo
| Stagione | Misura    | Luogo        | Data      | Rank. Mond. |
| -------- | --------- | ------------ | --------- | ----------- |
| 2024     | 6,10 m(i) | Tampere      | 17-2-2024 |             |
| 2023     | 6,16 m    | Lappeenranta | 1-6-2023  |             |
| 2022     | 6,06 m    | Helsinki     | 4-9-2022  |             |
| 2021     | 6,49 m(i) | Jyväskylä    | 20-2-2021 |             |
| 2020     | 6,56 m    | Turku        | 14-8-2020 |             |
| 2019     | 5,95 m    | Imatra       | 16-7-2019 |             |
| 2018     | 6,12 m    | Lapinlahti   | 28-7-2018 |             |
| 2017     | 5,79 m    | Kauhava      | 5-8-2017  |             |
| 2014     | 5,60 m(i) | Helsinki     | 16-2-2014 |             |
| 2013     | 5,50 m(i) | Imatra       | 20-1-2013 |             |
| 2012     | 5,59 m    | Jämsä        | 14-6-2012 |             |
| 2011     | 5,75 m    | Varkaus      | 13-8-2011 |             |

### Salto triplo
| Stagione | Misura     | Luogo        | Data      | Rank. Mond. |
| -------- | ---------- | ------------ | --------- | ----------- |
| 2025     | 14,07 m(i) | Århus        | 21-1-2025 |             |
| 2024     | 14,01 m    | Turku        | 18-6-2024 |             |
| 2023     | 14,03 m    | Lappeenranta | 19-7-2023 |             |
| 2022     | 14,32 m    | Kuortane     | 18-6-2022 |             |
| 2021     | 14,63 m    | Cluj-Napoca  | 19-6-2021 |             |
| 2020     | 14,04 m    | Espoo        | 27-6-2020 |             |
| 2019     | 13,85 m    | Espoo        | 18-8-2019 |             |
| 2018     | 13,01 m    | Imatra       | 4-9-2018  |             |
| 2017     | 13,21 m(i) | Turku        | 26-2-2017 |             |
| 2016     | 12,63 m    | Jyväskylä    | 22-6-2016 |             |
| 2015     | 13,12 m    | Savonlinna   | 15-8-2015 |             |
| 2014     | 13,10 m    | Kuopio       | 1-8-2014  |             |
| 2013     | 12,37 m(i) | Jyväskylä    | 1-2-2013  |             |
| 2012     | 12,22 m    | Valkeakoski  | 6-6-2012  |             |
| 2011     | 12,10 m    | Valkeakoski  | 5-7-2011  |             |

## Palmarès
| Anno | Manifestazione   | Sede       | Evento       | Risultato      | Prestazione | Note |
| ---- | ---------------- | ---------- | ------------ | -------------- | ----------- | ---- |
| 2015 | Europei juniores | Eskilstuna | Salto triplo | 5ª             | 12,98 m     |      |
| 2017 | Europei under 23 | Bydgoszcz  | Salto triplo | 11ª            | 13,01 m     |      |
| 2021 | Europei indoor   | Toruń      | Salto triplo | 7ª             | 14,14 m     |      |
| 2021 | Giochi olimpici  | Tokyo      | Salto triplo | 13ª (q)        | 14,20 m     |      |
| 2022 | Mondiali         | Eugene     | Salto triplo | 14ª (q)        | 14,22 m     |      |
| 2022 | Europei          | Monaco     | Salto triplo | 7ª             | 14,13 m     |      |
| 2023 | Mondiali         | Budapest   | Salto triplo | 30ª (q)        | 13,50 m     |      |
| 2024 | Europei          | Roma       | Salto triplo | 21ª (q)        | 13,54 m     |      |
| 2024 | Giochi olimpici  | Parigi     | Salto triplo | Qualificazione | dns         |      |
| 2025 | Europei indoor   | Apeldoorn  | Salto triplo | Bronzo         | 13,99 m     |      |

## Campionati nazionali
- 1 volta campionessa finlandese assoluta del salto in lungo (2020)
- 2 volte campionessa finlandese assoluta del salto triplo (2021, 2023)
- 1 volta campionessa finlandese assoluta del salto in lungo indoor (2021)
- 4 volte campionessa finlandese assoluta del salto triplo indoor (2020, 2021, 2022, 2025)
- 1 volta campionessa finlandese under 23 del salto triplo indoor (2017)
- 2 volte campionessa finlandese under 20 del salto triplo (2014, 2015)
- 1 volta campionessa finlandese under 20 del salto triplo indoor (2015)

2012
- 5ª ai campionati finlandesi under 18 indoor, salto in lungo - 5,38 m
- Argento ai campionati finlandesi under 18 indoor, salto triplo - 12,12 m

2014
- Eliminata in batteria ai campionati finlandesi juniores indoor, 200 m piani pista corta - 26"63
- 5ª ai campionati finlandesi juniores indoor, salto in lungo - 5,60 m
- 5ª ai campionati finlandesi assoluti indoor, salto triplo - 12,08 m
- Eliminata in batteria ai campionati finlandesi assoluti, 200 m piani - 25"42 (vento: +1,3 m/s)
- 5ª ai campionati finlandesi assoluti, salto triplo - 13,10 m  (vento: -0,3 m/s)
- 4ª ai campionati finlandesi juniores, 200 m piani - 25"24 (vento: +0,1 m/s)
- Oro ai campionati finlandesi juniores, salto triplo - 12,96 m (vento: +1,5 m/s)

2015
- Bronzo ai campionati finlandesi assoluti indoor, salto triplo - 12,92 m
- Oro ai campionati finlandesi under 20 indoor, salto triplo - 13,05 m
- Bronzo ai campionati finlandesi assoluti, salto triplo - 12,86 m (vento: -0,1 m/s)
- 7ª ai campionati finlandesi juniores, 200 m piani - 26"06 (vento: -0,7 m/s)
- Oro ai campionati finlandesi juniores, salto triplo - 13,12 m (vento: -1,9 m/s)

2017
- Oro ai campionati finlandesi under 23 indoor, salto triplo - 13,21 m
- Bronzo ai campionati finlandesi assoluti, salto triplo - 13,08 m (vento: +1,0 m/s)
- Bronzo ai campionati finlandesi under 23, salto in lungo - 5,79 m (vento: 0,0 m/s)
- Bronzo ai campionati finlandesi under 23, salto triplo - 12,67 m (vento: +1,0 m/s)

2018
- 6ª ai campionati finlandesi assoluti, salto in lungo - 5,94 m (vento: +0,3 m/s)
- 4ª ai campionati finlandesi under 23, salto in lungo - 5,95 m (vento: 0,0 m/s)

2019
- Bronzo ai campionati finlandesi assoluti, salto triplo - 13,54 m (vento: +0,7 m/s)

2020
- Oro ai campionati finlandesi assoluti indoor, salto triplo - 13,80 m
- Oro ai campionati finlandesi assoluti, salto in lungo - 6,56 m (vento: +1,5 m/s)

2021
- Oro ai campionati finlandesi assoluti indoor, salto in lungo - 6,49 m
- Oro ai campionati finlandesi assoluti indoor, salto triplo - 13,94 m
- 4ª ai campionati finlandesi assoluti, salto in lungo - 6,18 m (vento: -0,6 m/s)
- Oro ai campionati finlandesi assoluti, salto triplo - 13,98 m (vento: +1,0 m/s)

2022
- Oro ai campionati finlandesi assoluti indoor, salto triplo - 14,16 m

2023
- Oro ai campionati finlandesi assoluti, salto triplo - 13,88 m (vento: -1,2 m/s)

2024
- 5ª ai campionati finlandesi assoluti indoor, salto in lungo - 6,10 m
- Bronzo ai campionati finlandesi assoluti indoor, salto triplo - 13,08 m
- Eliminata in qualificazione ai campionati finlandesi assoluti, salto triplo - 12,70 m (vento: -0,4 m/s)

2025
- Oro ai campionati finlandesi assoluti indoor, salto triplo - 13,72 m

## Altre competizioni internazionali
2021
- Oro ai campionati europei a squadre, First league ( Cluj-Napoca), salto triplo - 14,63 m (vento: +1,0 m/s)